# Xabier Arakistain
Xabier Arakistain Ecenarro surnommé Arakis, né à Madrid, le 23 mars 1966 est commissaire d'exposition, critique d'art, activiste féministe, espagnol. Il est l'un des premiers à introduire la notion de genre dans les pratiques curatoriales et les expositions d'art contemporain. En 2005, il fait partie des personnalités du Manifeste ARCO 2005, qui demandent aux administrations publiques espagnoles des mesures pour favoriser l'égalité entre les femmes et les hommes dans le domaine de l'art.

## Biographie
Son surnom Arakis, lui vient de l'école. Il se reconnaît comme héritier du punk anglais: « le sexe n'était pas le plus important et s'il l'était, c'étaient les sexualités dissidentes et les croisements de genre, qui nous intéressaient. [...] Dans tout le punk et l'afterpunk le travestissement était un canon de beauté, mais ne l'appelions pas ainsi, car ils n'intéressaient pas les labels. »
Areski fait ses études à l'Université des Sciences Sociales et de l'Information du Pays Basque. Il obtient une licence en journalisme avec une investigation sur les identités de sexe et de genre et les sexualités dans l'image filmique et un master en cinéma.
Il réalise sa première exposition en 1999 Trans Sexuel Express au Musée des Beaux-Arts de Bilbao en intégrant déjà comme critère curatorial le genre. il y autant d'artistes hommes que d'artistes s'identifiant comme femmes.

En 2001, avec la commissaire Rosa Martínez, l'exposition Trans Sexuel Express s'élargit à d'autres contextes et connaÎt plusieurs éditions. Elle est présentée au Centre d'Art Sainte Mónica à Barcelone, dans la Mücsarnok Kunsthalle à Budapest en 2002 et dans le Kiosko Alfonso à La Corogne en 2002. De 2001 à 2003, il est responsable de la programmation paritaire pour les expositions de la Fondation du Musée des Beaux-Arts de Bilbao.

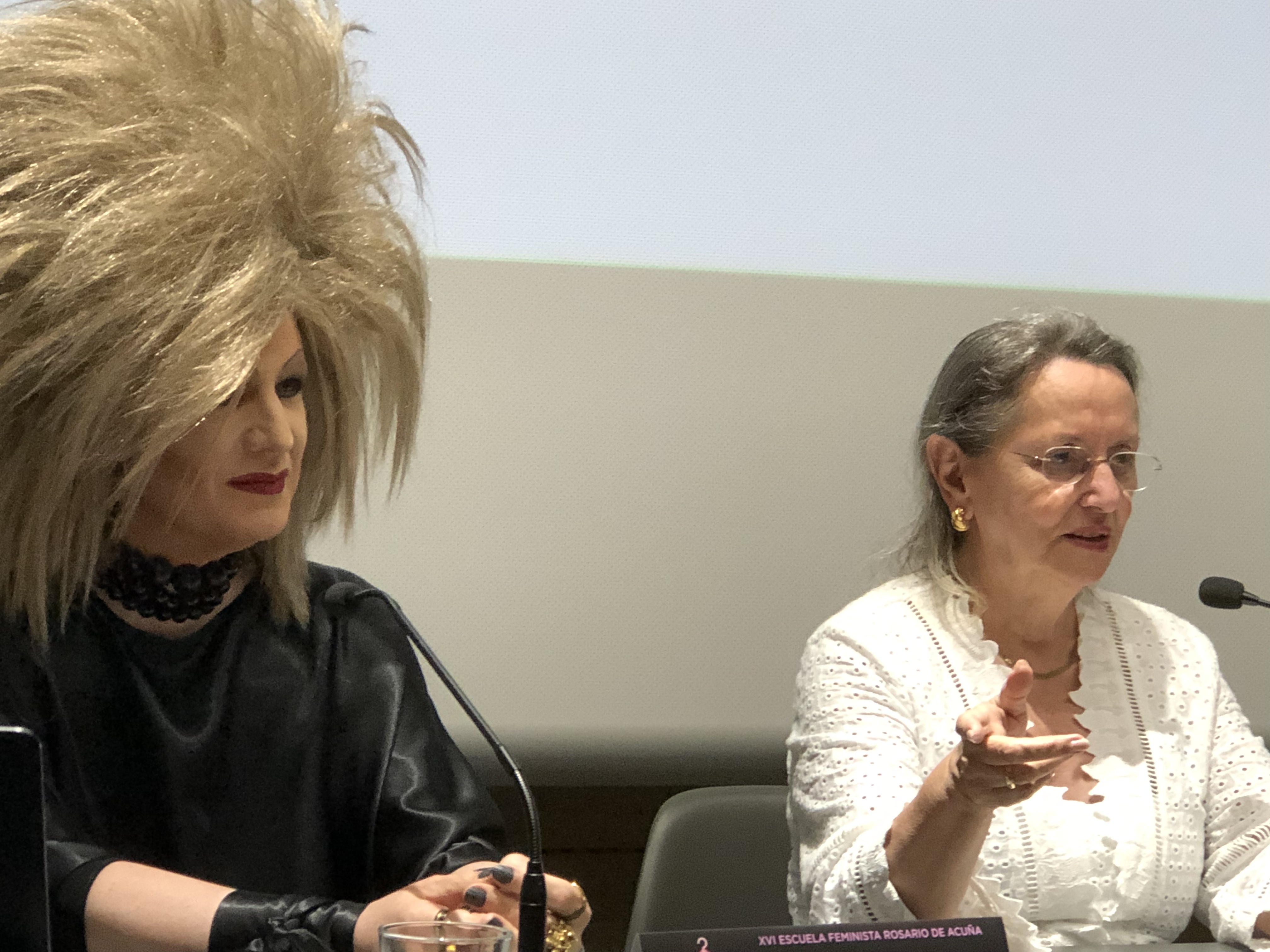
Arakis et Amelia Valcárcel à l'École Féministe Rosario Acunya 2019

En 2007, il est commissaire de l'exposition Kiss-Kiss Bang-Bang qui retrace 45 ans d'Art et Féminisme, au Musée de Beaux-Arts de Bilbao. Cette exposition est composée de 69 œuvres, 44 femmes artistes individuelles ou membres de collectifs artistiques féministes parmi lesquelles se trouvent des œuvres d'artistes féministes comme Barbara Kruger, Ulrike Rosenbach, Martha Rosler, Yoko Ono, Zoe Leonard, VNS Matrix, Maite Garbayo, Guerilla Girls et Catherine Opie. L'exposition propose cinq thématiques : la construction culturelle du sexe, genre et sexualité ; la lutte pour les droits civils et politiques des femmes ; la lutte par la libération du corps ; la dénonciation des violences contre les femmes ; réécrire une véritable histoire du genre humain.
Entre 2007 et 2011, il dirige le Centre Culturel Montehermoso Kulturunea à Vitoria-Gasteiz, où il est commissaire d' expositions,.

## Politiques d'égalité et féminisme dans l'art
Xabier Arakistain est une personnalité importante du Manifeste ARCO 2005 qui demandent aux administrations publiques des mesures pratiques pour implémenter l'égalité entre les femmes et les hommes dans le champ de l'art. Cela a inspiré l'article 26 de la Loi organique de 2007 pour l'Égalité Effective entre les femmes et les hommes. Dans son parcours en tant que commissaire d'exposition, il s'intéresse particulièrement à l'analyse de la construction culturelle et sociale du sexe, genre et sexualité dans l'art en posant comme principe de base le féminisme comme action politique en faveur du changement social.
Entre 2007 et 2011, il dirige le Centre Culturel Montehermoso Kulturunea, pionnier en Espagne dans l'incorporation de politiques d'égalité entre les femmes et les hommes dans les domaines de l'art, la pensée et la culture contemporaines. Il met en place un programme afin de promouvoir l'égalité. Il revoit l'ensemble du budget, l'argent dépensé afin de s'assurer que les dépenses sont paritaires.
En 2008, il développe au côté de l'anthropologue féministe Lourdes Méndez le cours interdisciplinaire, international et intergénérationnel Production artistique et théorie féministe de l'art, Nouveaux débats, à Azkuna Zentroa, à Bilbao. En 2012, ce cours devient Perspectives féministes dans les productions artistiques et les théories de l'art.

## Prix et reconnaissances
- 2019, Prix Gure Artea pour la promotion des arts plastiques et visuels [10]

## Expositions
- Trans Sexuel Express, Musée des Beaux-Arts, Bilbao, 1999
- Leigh Bowery, Musée Textile et du Costume de Barcelone, 2004[11]
- Kiss-Kiss Bang-Bang, Musée des Beaux-Arts, Bilbao, 2007
- Le Regard Iracunda, avec Maura Reilly, Centro Cultural Montehermoso Kulturunea, Gasteiz
- Living Together, avec Emma Dexter, Centro Cultural Montehermoso Kulturunea, Gasteiz
- What Ier See, Centro Cultural Montehermoso Kulturunea, Gasteiz[6]
- Susan Hiller, avec Beatriz Herraez, Centro Cultural Montehermoso Kulturunea, Gasteiz
- Kick in the Eye, Centro Cultural Montehermoso Kulturunea, Gasteiz
- Huit stratégies féministes pour interrompre le regard masculin, Centro Cultural Montehermoso Kulturunea, Gasteiz
- Why Not Judy Chicago ?, Azkuna Zentroa, 2015[12], CAPC, Bordeaux, 2016[13]
- Guerilla Girls: Is it even worse in Europe, Whitechapel Gallery, Londres, 2016-17[14],[15]
- Margaret Harrison. Dialogues entre sexe, classe et violence, Azkuna Zentroa 2017-2018[10]